# Adetus fasciatus
Adetus fasciatus är en skalbaggsart som beskrevs av Franz 1959. Adetus fasciatus ingår i släktet Adetus och familjen långhorningar.
Artens utbredningsområde är:
- Costa Rica.
- El Salvador.

Inga underarter finns listade i Catalogue of Life.